# Sandixmolen
De Sandixmolen (ook: Borlomolen) is een voormalige watermolen op de Cicindria, gelegen aan Molenstraat 3 te Borlo in de Belgische gemeente Gingelom.

## Geschiedenis
Deze bovenslagmolen, die als korenmolen fungeerde, werd reeds in 1065 vermeld. Ook meekrap werd gedurende enige tijd met deze molen gemalen. Aanvankelijk was de molen eigendom van de Abdij van Sint-Truiden.
In 1645 werd, door een hagelstorm, de molen geheel verwoest om in 1652 te worden herbouwd door Herbertus van Zutendaal, abt te Sint-Truiden. Het wapenschild van deze abt is boven de voordeur nog te vinden.
De molen werd gepacht door de molenaarsfamilie Van Masnil die, einde 18e eeuw toen de abdij werd opgeheven, deze molen in eigendom verwierf. Omstreeks de Tweede Wereldoorlog werd het -toen metalen- bovenslagrad verwijderd en ging men over op elektriciteit voor het maalbedrijf. Dit bedrijf werd stilgelegd in 1968. Omstreeks 1990 werden de gebouwen in oude stijl hersteld.

## Gebouwen
Rondom een gekasseide binnenplaats zijn een aantal bakstenen gebouwen gegroepeerd. Het molenhuis, dat zich in het oosten bevindt, is van 1652. Hoewel het gaande buitenwerk werd ontmanteld is het binnenwerk deel nog aanwezig: De elektromotoren, de overbrenging naar twee maalstoelen en de haverpletter. De aan het molenhuis aangebouwde vleugels zijn nieuwer.
- Inventaris van het Bouwkundig Erfgoed (Vlaanderen): 21659